# Halle de Marigny-en-Orxois
La halle est située à Marigny-en-Orxois, dans le département de l'Aisne, en France.

## Description

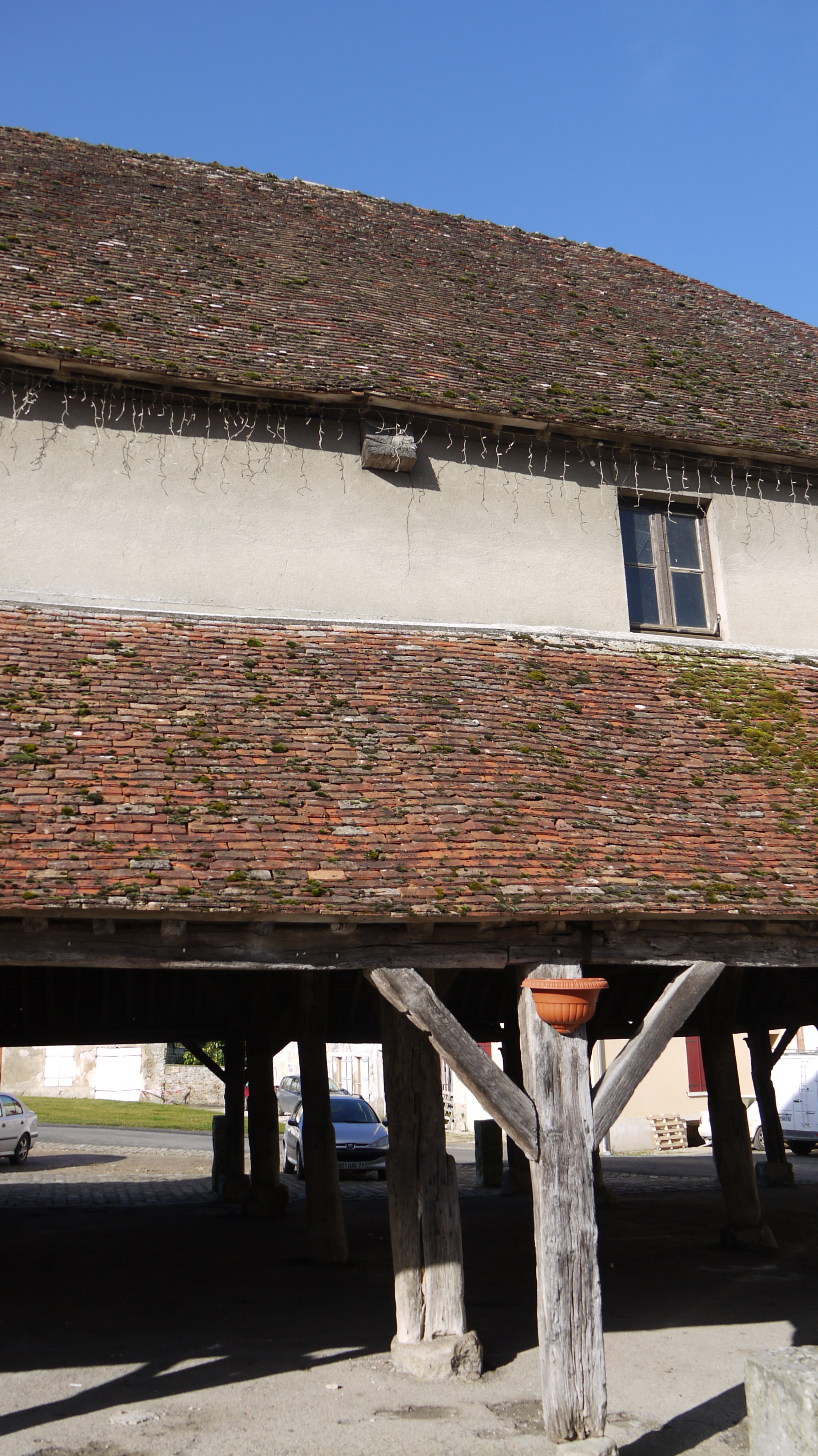
Halle de Marigny-en-Orxois.

La halle de Marigny-en-Orxois se trouve au centre de la place du village. Elle est constituée d'une très belle charpente de chêne. Aujourd'hui, un marché traditionnel campagnard se tient à nouveau sous la halle, les derniers dimanches de chaque mois (de mars à décembre).
Autour de la place se trouvent des maisons avec des façades hors du commun, la décoration a été faite au plâtre gros, selon une technique dont les platriers locaux étaient passés maîtres ; certaines ont subi une restauration importante, ce qui renforce le charme de la place. Alors que les besoins de la reconstruction après la Première Guerre mondiale permit à l’industrie du plâtre de la région de Château-Thierry de connaître ses derniers beaux jours, la deuxième reconstruction, après 1945, ne fit que retarder l’agonie des plâtrières restantes : le plâtre gros n’était plus utilisé comme avant la crise des années trente.

## Historique
C'est l'une des plus anciennes halles de France. Elle fut construite en cours du XIIe siècle sur l'ordre du prieur des moines de Licy. Elle aurait été déplacée sur l'ordre de Monsieur de Marigny, seigneur de Licy les Moines, aujourd'hui Licy-Clignon. Le 7 juin 1794 (17 floréal an 3), la « citoyenne Malvoisin » (fille de Gabriel Poisson) vend à l’audience de la Criée de Paris, la halle du village de Marigny, au citoyen Jean Baptiste Darnay, un autre héritier du marquis de Marigny, côté Poisson. Elle est revendue, le 16 février 1801 (26 pluviôse an 9), au couple Michel Renard, ancien marchand de toile et Marie Julien François Trigeot. En 1813, elle est acquise par la commune de Marigny, François Collinet, notaire impérial étant maire de Marigny. La grande salle à l’étage tiendra lieu de mairie avant la construction de la mairie actuelle. Ensuite, elle a servi de salle de réunion et des fêtes. Quatre foires s’y déroulaient chaque année, les 22 février, 1er mai, 23 juillet et 27 décembre. Un important marché au « bled » s’y tenait chaque mercredi.
Le monument est classé au titre des monuments historiques par arrêté du 7 février 1921.